# 청개구리
청개구리(학명: Hyla japonica 휠라 야포니카[*])는 청개구리과의 개구리이다.

## 몸
몸길이는 30-45mm 정도이다. 등면은 녹색이나 황록색 바탕에 진한 녹색 또는 흑갈색의 불규칙한 무늬가 있으며, 몸의 빛깔을 쉽게 변화시킬 수 있다. 수컷은 인두 부근에 커다란 울음주머니가 있고 암컷은 없다. 앞다리의 발가락 기부에 흔적적인 물갈퀴가 있고 뒷다리는 길고 물갈퀴가 잘 발달되어 있다. 주로 평지와 저지대에 서식하며, 번식기 이외에는 관목이나 풀잎 위에서 생활한다. 다른 양서류와 달리 앞뒤 발가락에 빨판이 있어 나뭇잎과 미끄러운 표면에 잘 달라붙을 수 있다.

### 키우는 방법
다행이도 청개구리를 키우는 방법은 정말로 쉽다. 그래도 그다지 쉬운 건 아니다. 밤에 비 오는 곳이나 논,연못에 가서 청개구리를 채집한다. 청개구리는 벽을 타는 개구리기 때문에 적어도 20cm정도 되는 사육장을 준비한다. 크기만 작으면 채집통에 키워도 된다. 바닥에 키친타월을 깔고 물을 뿌려준다 또는 금붕어 바닥재도 된다. 물그릇은 필수이다! 사육장에 물이 채워져 있으면 먹이그릇 놓거나 핀셋 피딩해도 되지만 그러지 않으면 그냥 먹이를 풀어 놓아도 좋다. 그리고 온도&습도를 맞추기 위해 온습도계도 필요하고,인공식물을 넣어도 되지만 습도를 더 잘 맞추기 위해서라면 생화를 넣는다. 청소도 잘 해 주어야 한다. 물도 뿌려 주어야 한다. 가장 기억할 것은 청결,온도,습도 이 세가지만 잘 지키면 개구리를 잘,건강하게 키울 수 있다.

## 생식
물속이나 땅속에서 겨울잠을 자고 번식기는 5-6월경인데, 한국에서는 논에 모를 심기 직전에 물 밖으로 나와 있는 흙이나 풀에서 수컷이 울며 암컷을 유인한다. 알은 논이나 못 등 고인 물의 물풀 같은 곳에 붙어 있으며, 알덩어리는 진한 황갈색으로 불규칙한 모양을 하고 1-10개의 알이 한 덩어리를 이룬다. 낮에는 숲 속에서 조용히 있으나, 밤이 되면 논가로 몰려나와 울기 시작하는데, 구애 장소에서 수컷의 경쟁은 다른 개구리와 마찬가지로 치열하다. 먹이는 주로 애벌레, 거미 등 절지동물을 잡아먹는다.
대한민국에 서식하는 청개구리는 청개구리 및 수원청개구리, 노랑배청개구리가 있다.

## 특징
청개구리는 등쪽이 초록색을 띄고 있지만 항상 그런 것은 아니다.환경에 따라 현저하게 색이 변하기도 한다.나무나 풀, 숲에 있을 때는 녹색을 띄지만, 땅에 있을 때면 회갈색으로 변하거나 흑색의 무늬가 나타나기도 하기 때문에 다른 개구리로 잘못 알아보기 쉽다.
청개구리가 큰소리로 짝 찾으면서 천적을 피할 수 있는 비결은 다른 수컷이 울기를 기다리다 울음소리가 들린 직후, 거의 동시에 울어, 먼저 우는 소리에 자기 소리를 숨기는 것이다. 비슷한 소리가 연달아 들리면 뒷소리를 무시하고 앞소리만 듣는 일종의 착각인 ‘선행음 효과’를 이용하는 것이다.

## 문화

### 한국
한국어에서 "청개구리"라고 함은 모든 일을 반대로 하면서 제멋대로 구는 인물을 가리키는데 쓴다. 이는 한국의 민담 중에 '청개구리 이야기'가 있는데 이것은 한국에서 효 문화가 녹아들어 있는 것을 잘 나타내는 민담이다.
내용은 한 청개구리 가족이 살았는데, 아버지를 일찍 여의게 되고 어머니와 아들만 살고 있는 청개구리 집안이 있었다. 그러나 아들 청개구리는 엄마 청개구리가 하는 말을 항상 반대로 행동하는 버릇을 가지고 있었다. 예를 들어, 개구리처럼 울어보라고 하면 '개굴개굴' 하고 울지 않고 '굴개굴개' 하고 운다. 결국 화병이 나 몸져 눕게 된 엄마 청개구리는 마지막 유언으로 산이 아니라 냇가에 무덤을 만들어 달라고 했는데, 이는 아들 청개구리가 이러한 말조차도 반대로 행동할 것이라고 생각했기 때문에 이와 같이 말한 것이다. 하지만 아들 청개구리는 어머니의 마지막 부탁을 차마 반대로 행동할 수가 없었고, 결국 냇가에다 무덤을 만들어 놓는다. 그래서 청개구리가 비가 오는 날마다 울음소리를 내는 이유는, 불효를 저질렀던 청개구리가 자신의 잘못을 뉘우침과 동시에 강이 범람하여 어머니의 무덤이 냇가에 떠내려 갈까 봐 걱정하여 울고 있는 것이라고 하는 내용이다. 해당 설화는 중국에서 유래한 내용이지만, 중국에서는 불효한 인간이 등장하며, 일본에서는 불효한 새가 나타난다는 것이 차이점이 있다.

## 같이 보기
- 청개구리과